# Ермаковский сельсовет (Новосибирская область)
Ермаковский сельсовет — сельское поселение в Кочковском районе Новосибирской области Российской Федерации.
Административный центр — посёлок Ермаковский.

## История
Статус и границы сельского поселения установлены Законом Новосибирской области от 2 июня 2004 года № 200-ОЗ «О статусе и границах муниципальных образований Новосибирской области»

## Население
| 2002 | 2010 | 2012 | 2013 | 2014 | 2015 | 2016 |
| ---- | ---- | ---- | ---- | ---- | ---- | ---- |
| 516  | ↘410 | ↘403 | ↘399 | ↘383 | ↘382 | ↘379 |
| 2017 | 2018 | 2019 | 2020 | 2021 |      |      |
| ↘371 | ↘353 | ↘347 | ↘333 | ↘330 |      |      |

## Состав сельского поселения
| № | Населённый пункт | Тип населённого пункта          | Население |
| - | ---------------- | ------------------------------- | --------- |
| 1 | Ермаковский      | посёлок, административный центр | ↘359      |
| 2 | Николаевский     | посёлок                         | ↘51       |